# Íránská hokejová reprezentace
Íránská hokejová reprezentace, hrající pod přezdívkou Bílí lvi, byla založena v červnu 2016. Írán je přidružený člen IIHF od 26. září 2019 Mezinárodní federace ledního hokeje. Íránský národní tým mužů debutoval na mistrovství světa ve čtvrté divizi v roce 2022. Trenérem je Kaveh Sedghi.

## Historie
Lední hokej se začal hrát v Íránu v sedmdesátých letech, po islámské revoluci byly zimní stadiony uzavřeny. V roce 2005 byla založena Íránská bruslařská federace a vznikla reprezentace v inline hokeji, účastnící se mistrovství Asie v inline hokeji. Na začátku roku 2017 má Írán tři umělá kluziště v Teheránu, Mašhadu a na ostrově Kiš. V Íránu se nehraje pravidelná domácí soutěž, ale počet aktivních hokejistů se odhaduje mezi sto a sto dvaceti. Hráči íránského původu působí v předních světových soutěžích, např. Daniel Rahimi ve Švédsku, Mika Zibanejad v National Hockey League nebo Samson Mahbod v KHL Medveščak. Svůj první oficiální zápas sehrála íránská reprezentace při soustředění v Kazachstánu 23. srpna 2016 a porazila rezervu ligového HK Almaty 5:4.

### Asijské zimní hry
Prvním mezinárodním turnajem, jehož se Íránci zúčastnili, byly zimní Asijské hry v únoru 2017 v Sapporu. Tým byl zařazen do nejnižší výkonnostní skupiny a měl se utkat s Malajsií, Turkmenistánem, Macaem a Indonésií. Asijský olympijský výbor však nakonec íránský tým diskvalifikoval, protože na jeho soupisce byli hráči, kteří nesplňovali podmínku alespoň tříletého trvalého pobytu v zemi. Utkání Íránců s Macaem, ve kterém prohráli 1:7, se proto do tabulky soutěže nezapočítávalo.

### Mistrovství světa
První turnaj odehráli ve 4. divizi v roce 2022. Skončili druzí s jednou porážkou a spolu s Kyrgyzstánem, Singapurem a Malajsií postoupili do divize IIIB na příští rok.
| MS        | Úroveň       | Místo turnaje | Umístění                         | Celkově                          |
| --------- | ------------ | ------------- | -------------------------------- | -------------------------------- |
| MS – 2020 | Divize IV    | Biškek        | Zrušeno kvůli pandemii covidu-19 | Zrušeno kvůli pandemii covidu-19 |
| MS – 2021 | Divize IV    | Biškek        | Zrušeno kvůli pandemii covidu-19 | Zrušeno kvůli pandemii covidu-19 |
| MS – 2022 | Divize IV    | Biškek        | 2. místo                         | 46. místo                        |
| MS – 2023 | Divize III B | Sarajevo      | 5. místo                         | 50. místo                        |
| MS – 2024 | Divize III B | Sarajevo      | 6. místo                         |                                  |

## Výsledky
- Írán – HK Almaty B 5:4
- Írán – Delta Almaty 9:2
- Írán – BI-Group Almaty 8:4
- Írán – HK Almaty 5:7
- Írán – Dubai Camel Stars 2:5
- Írán – Dubai White Bears 7:13
- Írán – Dubai Newsmakers 7:9

- 18.02.2017 Írán – Macao 1:7
- 20.02.2017 Indonésie - Írán 3:10
- 22.02.2017 Malajsie - Írán 3:8
- 23.02.2017 Turkmenistán - Írán 12:2